# 1708 w polityce

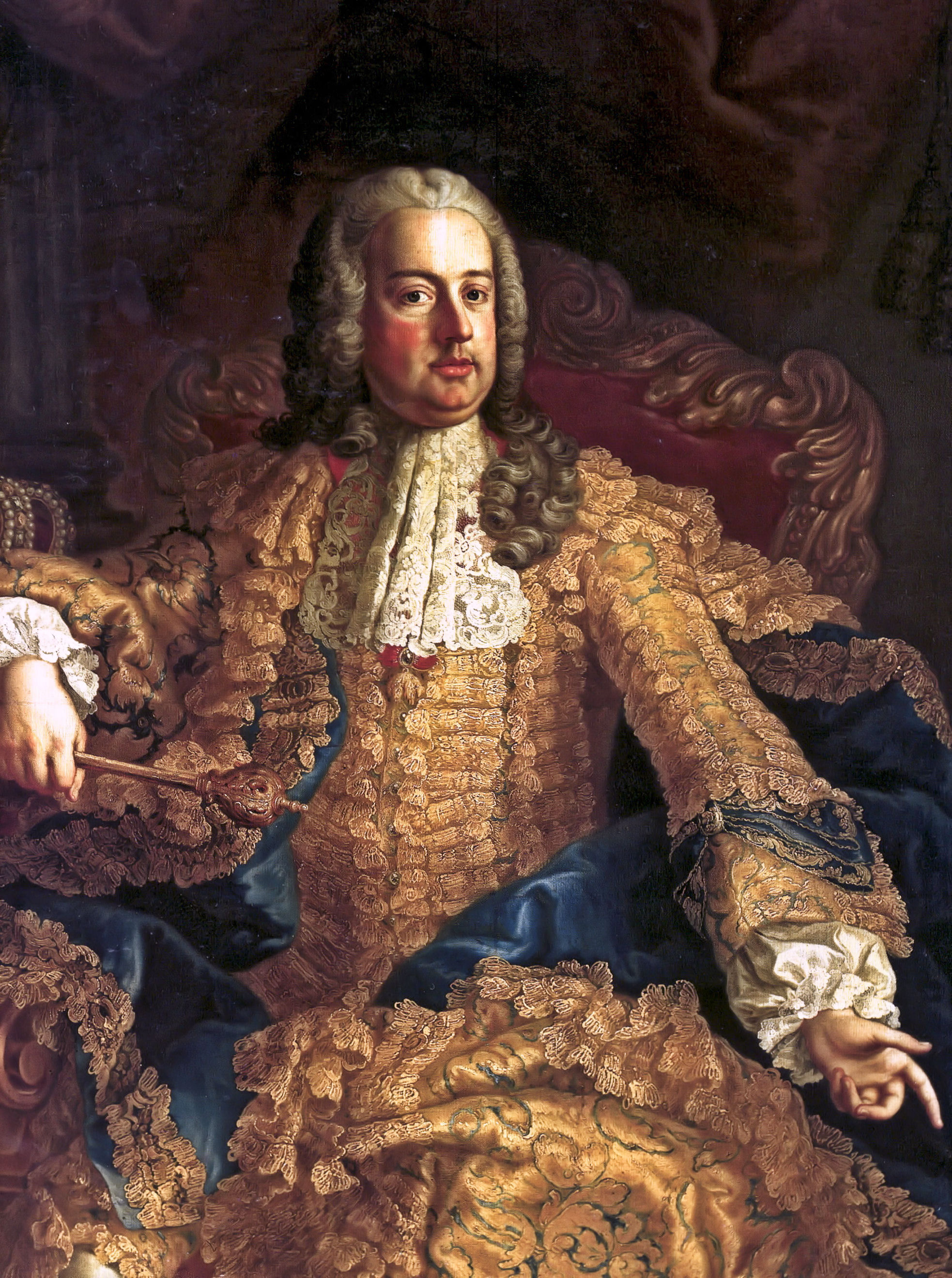
Franciszek I Lotaryński

Wydarzenia polityczne w 1708 roku.

## Wydarzenia
- 9 października Bitwa pod Leśną. Rosjanie pokonali Szwedów[1].

## Urodzili się
- 22 października Frederic Louis Norden, duński odkrywca[2].
- 15 listopada William Pitt, 1. hrabia Chatham, premier Wielkiej Brytanii[3].
- 8 grudnia Franciszek I Lotaryński, cesarz rzymski.

## Zmarli
- 12 maja Adolf Fryderyk II, książę Meklemburgii-Strelitz[4].
- 30 czerwca Tekle Hajmanot I, cesarz Etiopii[5].
- 28 października Jerzy Duński, brytyjski książę-małżonek[6].